# Резолюция 104 на Съвета за сигурност на ООН
Резолюция 104 на Съвета за сигурност на ООН е приета единодушно на 20 юни 1954 г. по повод извършващия се в Гватемала преврат срещу лявото правителство на президента Якобо Арбенс Гусман.
След като Съветът за сигурност разглежда спешно съобщение, изпратено от правителството на Гватемала до председателя Съвета за сигурност, Съветът призовава за незабавно прекратяване на всички действия, които биха могли да доведат до кръвопролития в страната, и призовава всички държави – членки на ООН, да се въздържат, в духа на Хартата на ООН, от оказване на подкрепа за такива действия.